# 能都町
能都町（のとまち）は、かつて石川県の能登半島の奥能登にあった町。鳳至郡に属した。町名は「能登の都」へという願望に由来する。
2005年3月1日に鳳至郡の柳田村・珠洲郡内浦町と合併して、鳳珠郡（ほうすぐん）能登町（のとちょう）となった。

## 地理

### 地形
26kmに及ぶ海岸線に良港が多く、多数の漁船が富山湾で操業していた。
- 海 : 日本海
- 河川：山田川、寺田川、梶川

## 歴史
- 1955年（昭和30年）3月25日 - 鳳至郡宇出津町、三波村、神野村及び珠洲郡小木町を廃し、鳳至郡宇出津町、三波村、神野村字藤ノ瀬、字宇加塚、字曽又及び字鶴町及び珠洲郡小木町の区域をもって能都町を設置する。能都町の属すべき郡の区域を鳳至郡とする。
- 1955年（昭和33年）10月10日 -  
  - 鳳至郡能都町字小木、字越坂、字市之瀬及び字明野の区域を珠洲郡松波町に編入する。
  - 鳳至郡能都町字羽生の区域のうち、ろの区域を珠洲郡松波町に編入する。
- 1956年（昭和31年）9月30日 - 鳳至郡鵜川町を廃し、その区域を鳳至郡能都町に編入する。
- 1960年（昭和35年）1月1日 - 
  - 字矢波の区域の一部を字黒郷に設定する。
  - 字猪平の区域の一部を字吉野に設定する。
- 1976年（昭和51年） - 字宇出津の区域の一部及び字藤波の区域の一部を字崎山に設定する。
- 1988年（昭和63年） - 宇出津港を埋め立てた区域 新たに生じた土地の区域に字宇出津新港を画す。
- 2005年（平成17年）
  - 2月13日 - 閉庁式が行われる。
  - 3月1日 - 鳳至郡能都町、柳田村及び珠洲郡内浦町を廃し、その区域をもって能登町を設置する。門前町、穴水町及び能登町の区域をもってあらたに鳳珠郡の区域を画す。能都町の34大字は能登町に継承。（分かれていた羽生地区が合併により50年ぶりに一つになる）

## 行政

### 町長
| 代 | 人 | 氏名       | 就任                      | 退任                      | 備考           |
| -- | -- | ---------- | ------------------------- | ------------------------- | -------------- |
|    |    | 数馬伊平   | 1955年（昭和30年）3月25日 | 1955年（昭和30年）5月9日  | 町長職務執行者 |
| 1  | 1  | 数馬角四   | 1955年（昭和30年）5月10日 | 1959年（昭和34年）5月9日  |                |
| 2  | 2  | 宅崎弥太郎 | 1959年（昭和34年）5月10日 | 1963年（昭和38年）5月9日  |                |
| 3  | 2  | 宅崎弥太郎 | 1963年（昭和38年）5月10日 | 1967年（昭和42年）5月9日  |                |
| 4  | 3  | 数馬嘉平   | 1967年（昭和42年）5月10日 | 1971年（昭和46年）5月9日  |                |
| 5  | 3  | 数馬嘉平   | 1971年（昭和46年）5月10日 | 1975年（昭和50年）5月9日  |                |
| 6  | 3  | 数馬嘉平   | 1975年（昭和50年）5月10日 | 1979年（昭和54年）5月9日  |                |
| 7  | 3  | 数馬嘉平   | 1979年（昭和54年）5月10日 | 1983年（昭和58年）5月9日  |                |
| 8  | 4  | 益谷健夫   | 1983年（昭和58年）5月10日 | 1987年（昭和62年）5月9日  |                |
| 9  | 4  | 益谷健夫   | 1987年（昭和62年）5月10日 | 1991年（平成3年）5月9日   |                |
| 10 | 5  | 山瀬秀     | 1991年（平成3年）5月10日  | 1995年（平成7年）5月9日   |                |
| 11 | 5  | 山瀬秀     | 1995年（平成7年）5月10日  | 1999年（平成11年）5月9日  |                |
| 12 | 6  | 持木一茂   | 1999年（平成11年）5月10日 | 2003年（平成15年）5月9日  |                |
| 13 | 6  | 持木一茂   | 2003年（平成15年）5月10日 | 2005年（平成17年）2月28日 |                |

- 町長 - 持木 一茂（もちき・かずしげ）

## 姉妹都市・提携都市
- 野尻町（宮崎県西諸県郡）

## 交通

### 空港
- 能登空港
輪島市・穴水町・能都町にまたがり、2003年にオープン。羽田空港と毎日2往復の便が就航しており、首都圏からのアクセスが楽になった。

### 鉄道
- のと鉄道
  - 能登線 ： 鵜川駅 - 七見駅 - 矢波駅 - 波並駅 - 藤波駅 - 宇出津駅 - 羽根駅 - 小浦駅 - 縄文真脇駅

金沢からJR七尾線とのと鉄道を乗り継いで来ることができたが、のと鉄道の穴水駅以北が2005年3月31日限りで廃止された。その後は代替バスによる運行に切り替わった。

### 道路
- 一般国道
  - 国道249号
- 県道
  - 主要地方道
    - 石川県道6号宇出津町野線
    - 石川県道26号珠洲穴水線
    - 石川県道34号能都穴水線
    - 石川県道35号能都内浦線
    - 石川県道37号輪島山田線

  - 一般県道
    - 石川県道273号鮭尾比良線
    - 石川県道275号与呂見藤波線
    - 石川県道284号小木時長線
    - 石川県道288号鈴ヶ峯矢波線
    - 石川県道303号柏木穴水線

### 港湾

#### 地方港湾
- 宇出津港

#### 漁港
- 第1種
  - 小浦漁港
  - 羽根漁港
  - 藤波漁港
  - 波並漁港
  - 矢波漁港
  - 七見漁港
  - 鵜川漁港
- 第2種
  - 高倉漁港

## 文化

### 祭事・催事
夏は元々の村落単位でキリコ祭りが開催される。中でも中心部・宇出津（うしつ）の「あばれ祭り」は名高い。
藤波駅のそばには日本最大級の室内型テニスコートを持つ藤波台運動公園がある。

## 娯楽施設
- 能都東映 - 映画館
- 宇出津劇場 - 映画館
- 鵜川劇場 - 映画館

### 保養・休憩施設
1993年には縄文間脇温泉がオープンした。この地で出土した縄文時代の遺跡を見ながら温泉に入ることができる。

## 出身有名人
- 阿武松緑之助 - 六代目横綱。鵜川出身。
- 西谷啓治 - 哲学・宗教学者。宇出津出身。